# Jan Andrejašič
Jan Andrejašič, slovenski nogometaš, * 16. september 1995.
Andrejašič je profesionalni nogometaš, ki igra na položaju branilca. Od leta 2024 je član slovenskega kluba Izola. Ped tem je igral za slovenske klube Koper, Jadran Dekane, Celje, Olimpijo, Gorica in Rogaška. Skupno je v prvi slovenski ligi odigral več kot 145 tekem. Bil je tudi član slovenske reprezentance do 18, 19 in 21 let.